# Phineas Taylor Barnum
(P.T. Barnum)
Phineas Taylor Barnum (Bethel, 5 luglio 1810 – Bridgeport, 7 aprile 1891) è stato un imprenditore e circense statunitense.
È ricordato soprattutto per la capacità di attrarre spettatori al Ringling Bros. e Barnum & Bailey Circus, grazie ad un'intensa pubblicità murale e giornalistica. La sua carriera fu costellata da polemiche e processi, che suscitarono ancora più interesse intorno ai suoi spettacoli, che raggiunsero l'apice quando Barnum denunciò se stesso come mistificatore.

## Biografia
Barnum nacque a Bethel, nel Connecticut, da Phillo Barnum (1778-1826), locandiere, sarto e magazziniere, e dalla sua seconda moglie Irene Taylor, che ebbe complessivamente dieci figli. Suo nonno materno Phineas Taylor era un famoso legislatore, proprietario terriero e giudice di pace. Barnum, che era molto portato per la matematica, ma detestava i lavori manuali, iniziò a lavorare come magazziniere.
Barnum divenne famoso per aver creato l'American Museum nel 1842, che fu distrutto due volte da un incendio, e il circo chiamato The Greatest Show on Earth (Il più grande spettacolo del mondo) nel 1872, un enorme circo a tre piste e con ben quattro palcoscenici, che poteva ospitare ventimila spettatori, anch'esso distrutto in un incendio. Fu sindaco di Bridgeport dal 1875 al 1876.
Nel 1880 si unì al suo più temibile rivale, James Anthony Bailey, formando un'enorme struttura dove trovarono lavoro oltre mille persone, artisti compresi, oltre a trenta elefanti e un grande numero di cavalli, leoni, orsi, e così via. Dopo la morte di Barnum, Bailey si trasferì per alcuni anni in Europa e al suo ritorno in America dovette sostenere la concorrenza dei fratelli Ringling, che rilevarono ben presto la gestione del circo, intitolandolo Barnum, Ringling and Bailey.

### L'effetto Barnum
Nel suo celebre circo ognuno poteva trovare qualcosa di divertente: in effetti i numeri e le attrazioni erano talmente vari che ce n'era davvero per tutti i gusti. Nel 1835 presentò una donna afro-americana, Joyce Heth, come la ex nutrice del presidente George Washington, ancora in buona forma nonostante i suoi 161 anni dichiarati. Tra le altre sue attrazioni, si ricordano lo scheletro di Cristoforo Colombo, il Gigante di Cardiff e la sirena delle isole Figi. Questa caratteristica rese celebre l'effetto Barnum, noto soprattutto come effetto Forer, e cioè la tendenza dell'individuo di credere che una descrizione, un oroscopo, un profilo psicologico, e così via, siano ritagliati perfettamente su misura propria anche quando essi sono formulati in termini molto generici. 

## Nella cultura di massa
Phineas Taylor Barnum è apparso anche in storie a fumetti. Si possono citare Il vigilante di Pizen Bluff, di Don Rosa, ne la Saga di Paperon de' Paperoni, e nel numero 127 della serie Dampyr, edita dalla Sergio Bonelli Editore, intitolato American Museum. Barnum appare nel film del 2002 di Martin Scorsese, Gangs of New York, in cui viene interpretato da Roger Ashton-Griffiths. Alla figura di Barnum è ispirato, inoltre, il film musical del 2017 The Greatest Showman, diretto da Michael Gracey e interpretato da Hugh Jackman nel ruolo di Phineas Taylor Barnum.